# Csák Ugrin (ispán)
Csák Ugrin ispán (1146 körül) a Csák nemzetség 12. század első felében élt tagja. Egy 1146. évi oklevél tesz említést az ispán (comes) Vértes melletti bencés monostoráról. Talán az apja lehetett Ugrin későbbi választott esztergomi érseknek, aki a monostort jelentősen kibővítette.